# Jan de tovenaar
Jan de tovenaar is een sprookje uit Vlaams Brabant.

## Het verhaal
De vader van Jan kan hem niet langer onderhouden en stuurt hem de wereld in om zijn eigen brood te zoeken. Jan ontmoet een rijke heer en vertelt dat hij al twee dagen loopt, maar nog geen droge korst heeft gevonden. Hij wordt kamerknecht op het kasteel van de heer en komt niks te kort. De heer gaat op reis en Jan moet op het kasteel passen. Hij moet elke dag een ronde doen, maar één kamer is verboden terrein. Elke dag doet Jan zijn ronde, maar op zekere dag opent hij toch de verboden deur. Hij vindt vele boeken en ziet een exemplaar van perkament. Het is een toverboek uit de tijd dat de Wilde Jacht net begonnen is.
Jan begint te lezen en ziet al snel een toverspreuk, hij leert het uit zijn hoofd en gaat naar huis. Jan kan zich in elk dier veranderen en zegt dat zijn vader hem als os kan verkopen op de markt. Hij moet wel het halster afdoen als het dier verkocht is. De vader van Jan krijgt vijfenzeventig stukken, maar vergeet de halster. De knecht wil het dier hooi geven, maar dan spreekt de os. De os kan ontsnappen en Jan wordt later door zijn vader als paard verkocht. De heer ziet het paard en koopt het, hij brengt het naar de hoefsmid.
De heer denkt dat het paard zijn knecht is en hij kan niet vertrekken met ijzer onder de hoeven. De smid wil niet werken omdat het kerstmis is en de heer probeert hem met veel geld over te halen. Het paard kan dan met een truc ontsnappen aan een straatjongen, die op het dier moest passen. De heer verandert zichzelf in een horzel en gaat Jan achterna. Jan ziet dit en wordt zelf een haas, waarna de heer een windhond wordt. Dan wordt Jan een vink en de heer een steekvogel.
Jan verandert zichzelf in een gouden ring en de heer ziet dat een meisje deze ring opraapt. Ze doet hem om haar vinger en de heer neemt zijn menselijke gedaante aan. Hij vraagt om de ring en als ze deze van haar vinger neemt, verandert Jan in een graantje. De heer wordt een haan en wil pikken, maar Jan wordt een vos en grijpt de haan de kop af. Jan bleef vos, omdat het vlees lekker smaakte.

## Achtergronden
- De verboden deur komt in veel sprookjes voor, zie ook Het kind van Maria, De trouwe Johannes, Vleerken vogel, Schaapsvel en Blauwbaard.
- Vergelijk De gauwdief en zijn meester, zie ook metamorfose (mythologie)